# Commissione per le adozioni internazionali
La Commissione per le adozioni internazionali è la commissione che vigila e verifica il procedimento di adozione internazionale.
La Commissione ha sede presso la presidenza del Consiglio dei ministri ed è presieduta dallo stesso presidente del Consiglio, il quale può delegare la sua funzione ad altro dicastero con DPCM.
La Commissione per le adozioni internazionali è composta da:
- 1 presidente
- 1 vicepresidente
- 3 rappresentanti della presidenza del Consiglio dei ministri
- 7 rappresentanti dei ministeri con competenza sui temi trattati dalla Commissione
- 4 rappresentante della Conferenza unificata Stato-Regioni
- 3 rappresentanti del Coordinamento delle associazioni familiari (CARE)
- 3 esperti

## Competenze
La Commissione verifica che il procedimento di adozione internazionale si svolga secondo i principi e le indicazioni della Convenzione per la tutela dei minori e la cooperazione in materia di adozione internazionale, siglata all'Aja il 29 maggio 1993, e per questo anche nota come convenzione dell'Aja del 1993, o di quelle contenute nei trattati di cooperazione bilaterali firmati dall'Italia con gli stati esteri che non hanno aderito alla convenzione dell'Aja.
La Commissione ha anche competenza sull'autorizzazione degli enti autorizzati ad operare all'estero in materia di adozione internazionale e sulla gestione del relativo albo.